# Abacetus leucotelus
Abacetus leucotelus là một loài bọ chân chạy thuộc phân họ Pterostichinae. Loài này được Henry Walter Bates mô tả lần đầu năm 1873.